# محمد بن عوف الطائي
أبو جعفر محمد بن عوف بن سفيان الطائي الحمصي، أحد رواة الحديث النبوي، محدث حمص، توفي سنة 272 هـ.

## روايته للحديث النبوي
- روى عن: عبيد الله بن موسى ومحمد بن يوسف الفريابي، وأبا المغيرة الخولاني، وأحمد بن خالد الوهبي، وعبد السلام بن عبد الحميد السكوني، وهاشم بن عمرو شقران، وأبا مسهر، وآدم بن أبي إياس، وعلي بن عياش، وخلقا كثيرا بالعراق والشام.
- روى عنه: أبو داود، وأبو زرعة، وأبو حاتم، والنسائي في " مسند علي "، وأبو زرعة الدمشقي، وابن أبي داود، وابن صاعد، وابن جوصا، ومكحول البيروتي، وأبو عروبة، وأبو بشر الدولابي، وعبد الغافر بن سلامة، وخيثمة الأطرابلسي، وحفيده حسن بن عبد الرحمن، وآخرون.
- الجرح والتعديل: قال أبو أحمد بن عدي الجرجاني: عالم بحديث الشام صحيحًا وضعيفًا، وقال أبو حاتم الرازي: صدوق، وقال أبو حاتم بن حبان البستي: صاحب حديث يحفظ، وقال أحمد بن شعيب النسائي: ثقة، وقال أبو بكر الخلال: إمام حافظ في زمانه، معروف بالتقدم في العلم والمعرفة، وقال ابن حجر العسقلاني: ثقة حافظ، وقال الذهبي: الحافظ، وقال عبد الله بن أحمد بن حنبل: ما كان بالشام منذ أربعين سنة مثل محمد بن عوف، وقال مسلمة بن القاسم الأندلسي: ثقة.[3]